# Ocrepeira duocypha
Ocrepeira duocypha là một loài nhện trong họ Araneidae.
Loài này thuộc chi Ocrepeira. Ocrepeira duocypha được Ralph Vary Chamberlin miêu tả năm 1916.